# Прусис, Сандис
Сандис Прусис (латыш. Sandis Prūsis, 24 октября 1965, Вентспилс) — латвийский бобслеист, пилот, выступавший за сборную Латвии с 1990 года по 2003-й. Участник четырёх зимних Олимпийских игр, чемпион Европы, неоднократный победитель и призёр национальных первенств, различных этапов Кубка мира и Европы. Ныне — главный тренер латвийской команды по бобслею.

## Биография
Сандис Прусис родился 24 октября 1965 года в городе Вентспилс, Латвия. Уже во время учёбы в школе проявил интерес к спорту, но в профессиональный бобслей перешёл довольно поздно, лишь в 1990 году. Присоединившись к национальной команде Латвии в качестве пилота, сразу же начал показывать неплохие результаты и благодаря череде удачных выступлений удостоился права защищать честь страны на зимних Олимпийских играх 1992 года в Альбервиле, где впоследствии занял пятнадцатое место в двойках и четырнадцатое в четвёрках. Продолжил выступать на высоком уровне и спустя два года поехал представлять страну на Олимпиаду в Лиллехаммер, там был шестнадцатым с двухместным экипажем и девятнадцатым с четырёхместным.
Постепенно спортсмен прогрессировал и со временем на этапах Кубка мира начал конкурировать с ведущими бобслеистами, так, в общем зачёте сезона 1997/98 он сумел подняться до третьей строки. Как следствие, Прусис без проблем прошёл квалификацию на Олимпийские игры в Нагано, где на церемонии открытия почётно нёс латвийский флаг и в финальных заездах выступил значительно лучше всех предыдущих попыток — пятая позиция в двойках и шестая в четвёрках. Следующие три сезона в зачёте четырёхместных экипажей три раза подряд поднимался до второй строки рейтинга сильнейших бобслеистов, но обладателем Кубка мира так и не стал. Зато на чемпионате Европы 2000 года в итальянском Кортина-д’Ампеццо выиграл серебряную медаль, подтвердив право находиться среди бобслейной элиты.
Однако перед началом Олимпиады 2002 года в Солт-Лейк-Сити был уличён в применении допинга, в его крови обнаружили стероид нандролона деканоат. Изначально ему назначили наказание в виде дисквалификации на два года, но после поданного латвийской федерацией протеста этот срок сократили до трёх месяцев. Как заявил генеральный секретарь FIBT Эрманно Гарделло, федерация приняла во внимание тот факт, что бобслеист принимал пищевые добавки, не зная о содержащемся в них запрещенном препарате, поэтому первоначальный приговор был смягчён. В итоге Прусис всё-таки поехал на главные соревнования четырёхлетия, занял одиннадцатое место с двухместным экипажем и седьмое с четырёхместным.
В сезоне 2002/03 вновь стал вторым в общем зачёте Кубка мира, в том числе победил на этапе в немецком Винтерберге, который также шёл в зачёт чемпионата Европы. Вскоре после этих выступлений Сандис Прусис завершил карьеру профессионального спортсмена по причине царящего в сборной беспорядка: «Этот шаг я вынужден был сделать, а потому добровольным его никак не назовёшь. Увы, я не вижу для себя места в той системе, которую пытаются выстроить Латвийская олимпийская команда и бобслейная федерация. Мне всё надоело». В период 2004—2006 работал тренером в национальной команде Италии, затем возглавил сборную Латвии, и остаётся её главным тренером по сей день.

### Выступления на Олимпийских играх
| Олимпийские игры    | Возраст | Команда | Двойки | Четвёрки |
| ------------------- | ------- | ------- | ------ | -------- |
| 1992 Альбервиль     | 26      | Латвия  | 15     | 14       |
| 1994 Лиллехаммер    | 28      | Латвия  | 16     | 19       |
| 1998 Нагано         | 32      | Латвия  | 5      | 6        |
| 2002 Солт-Лейк-Сити | 36      | Латвия  | 11     | 7        |